# Национално знаме на Словакия
Националното знаме на Словакия е официален държавен символ на република Словакия и е прието на 3 септември 1992 г. То представлява три еднакви цветни полета – бяло, синьо и червено, подредени в този ред хоризонтално от горе надолу, и има правоъгълна форма с отношение ширина към дължина 2:3. Върху тях е изобразен гербът на Словакия с височина 1/2 от височината на знамето и отместен към носещото тяло на 1/3 от дължината на знамето. Формата и цветовете му са записани в чл. 9 от конституцията на Република Словакия и установени със закон приет от народното събрание на 18 февруари 1993.

## История
- Знамето на Първата словашка република 1939 – 1945
- Знаме на Бохемия
- Предложение за знаме на Чехословакия
- Предложението на Ярослав Курса
- Военноморско знаме на Чехословакия
(1935 – 1955)
- Военноморско знаме на Чехословакия
(1955 – 1960)
- Знаме на Чехословашката комунистическа партия
- Знамето на Чехословакия 1920 – 1992

Цветовете на словашкото знаме са панславянските цветове и се използват от 1848 г., когато Словакия въстава против Унгария. По време на въстанието е използван червено-бял флаг без герб, а по-късно е прибавена синя лента. Това знаме било използвано и от Словашката република в състава на Чехословакия преди втората световна война, а по-късно и от независимата Словашка република между 1938 и 1944 г. Знамето (без герба) е символ на Словакия от 1 март 1990 г., докато републиката е част от Чехословакия. При придобиването на независимост на страната е прието за официално знаме на Словакия, като е добавен и герба, за да се отличава от знамената на Русия и Словения.
Синият триъгълник в знамето на Чехия (Чехия и Словакия образуват Чехословакия до 1993 г.) е заимствано от знамето на Словакия преди 1920 г. Знамето на Чехия е идентично с това на Чехословакия, което е в нарушение на споразумението за разделяне на Чехословакия, забраняващо използване на стари символи от новите страни.

## Дизайн
Формата и цветовете на знамето на Словакия са записани в чл. 9 от конституцията на Словашката република и установени със закон за държавните символи.

Чл. 9 (2) Държавното знаме на Словашката република се състои от три надлъжни ленти – бяла, синя и червена. В горната половина на държавното знаме на Словашката република е изобразен гербът на
републиката. 

Детайлите и цветовете са определени със закон. Точните цветове не са дефинирани, а представени в приложение към закона:
| Цвят | Официален цветови модел | RGB цветови модел | HEX цветови модел |
| ---- | ----------------------- | ----------------- | ----------------- |
|      | –                       | (255, 255, 255)   | #FFFFFF           |
|      | -                       | (37, 74, 165)     | #254AA5           |
|      | -                       | (237, 28, 36)     | #ED1C24           |
|      |                         | (0, 0, 0)         | #                 |
|      |                         | (0, 0, 0)         | #                 |
|      |                         | (0, 0, 0)         | #                 |